# Liste der Landmarschälle von Livland
Diese Liste zeigt die Landmarschälle des Deutschen Ordens im historischen Gebiet Livland (heute Lettland und Estland) von 1237 und bis 1561, als das weltliche Herzogtum Kurland und Semgallen geschaffen wurde. Außerdem zeigt sie die zwei namentlich bekannten Landmarschälle des Schwertbrüderorden genannten Vorgängerordens. Die Angaben sind, der Quellenlage entsprechend, lückenhaft und unvollständig.

## Anmerkung
(*) Mehrere Landmarschälle wurden später zum Landmeister in Livland gewählt.

(**) Andere verwalteten das Amt des Landmeisters kommissarisch, wenn es wegen langer Krankheit oder Abwesenheit des Amtsinhabers de facto vakant war oder wenn noch kein neuer Landmeister gewählt worden war.

## Landmarschälle des Schwertbrüderordens
- 1205–1211: Arnold
- 1211–1237: Rutger

## Landmarschälle von Livland des Deutschen Ordens
- 1237–1239: Rutger
- 1241–0000: Werner
- 1279–0000: Gerhard von Katzenelnbogen (*)
- 1300–0000: Heinrich
- 1306–0000: Kuno
- 1316–0000: Heinrich
- 1324?–1328: Johann Ungnade
- 1330–0000: Emeko Hake
- 1342–0000: Bernhard von Oldendorf
- 1347–1349: Bernhard von Oldendorf
- 1354–1375: Andreas von Steinberg (**)
- 1375–1385: Robin von Eltz (*)
- 1387–1393: Johann von Ohle (*)
- 1395–1404: Bernhard Hövelmann (**)
- 1410–0000: Hermann Vincke
- 1417–1420: Gerhard Wrede
- 1420–1422: Walrabe von Hunsbach
- 1422–1427: Dietrich Kra (**)
- 1427–1431: Werner von Nesselrode
- 1432–1434: Frank Kirskorf (*)
- 1434–1435: Heinrich von Böckenförde genannt Schüngel (*)
- 1435–1441: Gottfried von Rodenberg (**)
- 1441–1448: Heinrich von Notleben
- 1450–1461: Gotthard von Plettenberg (**)
- 1462–1468: Gerhard von Mallinckrodt
- 1468–1470: Johann von Krickenbeck genannt Spor (**)
- 1470–1471: Lubbert von Varssem
- 1471–0000: Bernhard von der Borch (*)
- 1472–1488: Konrad von Herzenrode
- 1489–1494: Wolter von Plettenberg (*)
- 1495–1501: Heinrich von der Brüggen
- 1502–1529: Johann Plater von dem Broele
- 1529–1535: Hermann von Brüggenei genannt Hasenkamp
- 1535–1551: Heinrich von Galen (*)
- 1551–1556: Kaspar von Münster (Jasper von Münster)
- 1556–1558: Christoph von Neuhof genannt Ley
- 1558–1560: Philipp Schall von Bell

Umwandlung in das weltliche Herzogtum Kurland und Semgallen